# 해군항공본부
해군항공본부(일본어: 海軍航空本部 가이군코쿠혼부[*], 영어: Navy Aviation Bureau)는 일본 제국 해군성의 외국으로, 일본 제국 해군 항공대에서 쓰는 군용기에 관련된 병기의 연구, 계획, 심사, 항공대원의 교육을 관할하였다. 기관장인 본부장은 해군중장을 임명하였다.
이 기관은 1919년에 해군함정본부 제6부 항공부로 시작하여, 1927년 4월 4일에 발표된 칙령 제61호에 따라 다음날 4월 5일에 해군성의 독립된 외국이 되었다. 그리고 종전 이후, 해군성과 다른 외, 내국과 함께 1945년 11월 1일에 폐지되었다.

## 부서
- 총무부; 1927년 4월 4일
- 교육부; 1927년 4월 4일
- 기술부; 1927년 4월 4일 ~ 1942년 11월 1일, 제2, 3, 4부로 분야별로 분리됨.
- 보급부; 1927년 4월 4일 ~ 1942년 11월 1일, 제1부로 개명됨.
- 제1부
- 제2부 - 기술부의 기체 설계, 개발 부문 분리. 1945년 3월 1일, 발동기 부문 추가.
- 제3부 - 기술부의 발동기 설계, 개발 부문 분리. 1945년 3월 1일, 발동기 부문을 제1부로 넘김.
- 제4부 - 기술부의 발착기, 계측기기 설계 개발 부문 분리. 1945년 3월 1일, 뇌격병기 부문으로 조정됨.
- 제5부 - 1945년 3월 1일, 해군함정본부 제3부에서 넘어옴.
- 제6부 - 1945년 3월 1일, 해군함정본부 제5부에서 넘어옴.
- 제7부 - 1945년 3월 1일 제4부에서 발착기 부문이 분리됨.

## 관할 시설 및 부대

### 기술부
- 오키나와현 고자
- 아오모리
- 오무라
- 요코스카 해군항공기술창
- 사세보 해군공창
- 카노야
- 카스미가우라 비행장
- 히로 해군공창; 1945년 5월 5일, B-29 슈퍼포트리스의 폭격으로 파괴됨.

### 교육부
- 연습항공대
  - 내지
    - 도쿠시마 해군항공대
    - 스즈카 해군항공대
    - 쓰이키 해군항공대
    - 쓰쿠바 해군항공대
    - 쓰치우라 해군항공대
    - 오파마 해군항공대
    - 지토세 해군항공대
    - 오이타 해군항공대
    - 오무라 해군항공대
    - 요코스카 해군항공대
    - 쿠이코 해군항공대
    - 카미노이케 해군항공대
    - 카스미가우라 해군항공대
    - 코노이케 해군항공대
    - 햐쿠리 해군항공대

  - 외지
    - 원산 해군항공대
    - 상하이 해군항공대
    - 타이난 해군항공대
- 연습항공모함
  - 호쇼
  - 류호

## 역대 본부장
| 계급 성명              | 취임일           | 이임일   | 추가 설명         |
| ---------------------- | ---------------- | -------- | ----------------- |
| 중장 야마모토 에이스케 | 1927년 4월 5일   |          |                   |
| 중장 안도 마사타카     | 1928년 12월 10일 |          |                   |
| 소장 마쓰야마 시게루   | 1931년 10월 10일 |          |                   |
| 중장 가토 다카요시     | 1933년 11월 15일 |          |                   |
| 중장 시오자와 고이치   | 1934년 1월 17일  |          |                   |
| 중장 야마모토 이소로쿠 | 1935년 12월 2일  |          |                   |
| 중장 아이카와 고시로   | 1936년 12월 1일  |          |                   |
| 중장 야마모토 이소로쿠 | 1938년 4월 25일  |          |                   |
| 중장 도요다 데이지로   | 1938년 11월 15일 |          |                   |
| 중장 도요다 데이지로   | 1940년 9월 6일   |          |                   |
| 중장 이노우에 시게요시 | 1940년 10월 1일  |          |                   |
| 중장 사와모토 요리오   | 1941년 8월 11일  |          |                   |
| 중장 가타기리 에이키치 | 1941년 9월 10일  |          |                   |
| 중장 스카하라 니시조   | 1942년 12월 1일  |          |                   |
| 중장 도쓰카 미치타로   | 1944년 9월 15일  |          |                   |
| 중장 이노우에 시게요시 | 1945년 5월 1일   |          |                   |
| 중장 와다 미사오       | 1945년 5월 15일  | 11월 1일 | 해군항공본부 폐지 |

## 같이 보기
- 육군측 대응기관
  - 육군항공본부
  - 육군항공총감부